# Ajedrez de Circe
El ajedrez de Circe es una variante de ajedrez en el cual las piezas capturadas «renacen» inmediatamente en su posiciones de salida. Está basado en las siguientes reglas:
1. Los peones vuelven al segundo cuadro de la columna en que son capturados.
2. Torres, caballos y alfiles vuelven a la casilla de salida, la cual sea del mismo color de aquella en que fueron capturados.
3. La reina renace en su casilla de salida.
4. Está permitido el enroque con una torre renacida.
5. Si la casilla donde la pieza debe renacer está ocupada, la pieza capturada se retira definitivamente del tablero.
6. El rey no puede renacer.

## Variantes del ajedrez de Circe
- Anticirce: la pieza captora renace en su casilla inicial mientras que la pieza capturada es retirada del juego. La captura no es legal si la casilla de renacimiento no está libre.
- Circe asesino: el renacimiento ocurre aun cuando la casilla en que deba darse este ocupada. En tal caso, la pieza ocupante es eliminada. Por lo que una pieza no puede ser capturada en su casilla de origen.
- Circe camaleón: la pieza capturada, a excepción de los peones, renace como una pieza diferente: los caballos se vuelven alfiles, los alfiles en torres, las torres en reinas y las reinas en caballos.
- Circe clon: la pieza capturada renace siendo del mismo tipo que la pieza captora. Si la pieza captora es un rey se utilizan las reglas normales de Circe.
- Circe CouCou: la casilla de renacimiento es la que correspondería a la pieza captora bajo las reglas de Circe común. Si un peón renace en la octava fila son coronados; pero el jugador que hizo la captura elige a la pieza a la que es promovido.
- Circe Kamikaze: la pieza capturada renace, mientras que la pieza captora es retirada.
- Circe Platzwechsel: una pieza capturada renace en la casilla donde la pieza captora se encontraba antes de la captura.
- Circe Rey-incluido: las reglas de captura y renacimiento también se aplican al Rey. Sólo si su casilla está ocupada el Rey puede recibir jaque.